# A State of Trance
A State of Trance (w skrócie: ASOT) – cotygodniowa audycja radiowa prowadzona przez holenderskiego DJ-a Armina van Buurena. Pierwsza tego typu audycja radiowa na świecie ciesząca się nieprzerwanie ogromną popularnością nie tylko wśród fanów muzyki Trance. Cykl corocznych jubileuszowych festiwali uważanych za najbardziej prestiżowe wydarzenie muzyki trance. Od 2004 roku wydawana jest kompilacja pod tą samą nazwą.

## Historia
Po raz pierwszy A State of Trance pojawiło się 18 maja 2001 na antenie radia ID&T jako odcinek pilotowy 000. Regularne nadawanie rozpoczęło się od odcinka 001 wyemitowanego 1 czerwca 2001. Audycja nadawana była w piątki, natomiast od odcinka 017 ukazuje się regularnie w czwartki. Po rozstaniu z ID&T audycja jest nadawana do chwili obecnej w internetowym radiu Digitally Imported. Dzięki niej, wspólnie z wydaniem w 2003 roku debiutanckiego albumu „76” 26 letni Van Buuren zdobył międzynarodowe uznanie i został drugim najpopularniejszym DJ świata. Audycja została nagrodzona ośmiokrotnie jako najlepsza audycja radiowa w latach 2007, 2008, 2009, 2010, 2012, 2013, 2014 i 2018.

## Audycja
Audycja ma charakter dwugodzinnego setu, w którym odtwarzane są nowe utwory z gatunku trance. Pierwsza godzina jest przeznaczona na utwory bardziej komercyjne z gatunku Neo-Trance, druga natomiast utrzymuje pierwotnego ducha i usłyszymy w niej Uplifting Trance i Progressive Trance. Szacowana liczba słuchaczy wynosi ok. 41 mln (w ponad 84 krajach). Liczba odcinków wynosi ponad 1000.
Program jest prowadzony wraz z Rubenem de Ronde oraz Ferry Corsten'em (jako comiesięcznym rezydentem drugiej godziny programu).
Po przekroczeniu okrągłej liczby odcinków (co pięćdziesiąt, np. 750, 800), organizowany jest cykl ogólnoświatowych festiwali. Pierwsza celebracja o zasięgu międzynarodowym miała miejsce w 2009 roku z okazji 400 epizodu audycji.

## Stałe elementy[16]
Tune of the Week
Najlepszy utwór tygodnia subiektywnie wybrany przez prowadzącego (Armina van Buurena).
Future Favorite
Słuchacze wybierają utwór z listy nowych utworów z poprzedniego epizodu. Ten element rozpoczął się w epizodzie 090. Głosowanie odbywa się na oficjalnej stronie A State Of Trance w dziale Future Favorite: http://www.astateoftrance.com/futurefavorite/ .
Service for Dreamers
Armin prosi słuchaczy A State of Trance o przesłanie oryginalnych sugestii dotyczących trance'owego utworu, który miał znaczący wpływ na ich życie. Podczas odcinków 248–769, kiedy był znany jako ASOT Radio Classic (a między odc. 770 a 799 jako Armin's Oldskool Classic), Armin wybierał utwór z ostatnich lat i krótko opisywał, co uczyniło go klasykiem. Armin zagrał także klasyczny utwór w każdym z pierwszych 16 odcinków na początku audycji radiowej. Utwory te były produkcjami z lat 90. i przedstawiały jednych z najwcześniejszych pionierów gatunku Trance.
Trending Track
Utwór najczęściej komentowany w sieciach społecznościowych z poprzedniego tygodnia. Ten element pojawił się w epizodzie 706.
Progressive Pick
Przedstawiony jest w tym elemencie utwór proponowany przez Armina w stylu progressive trance. Ten element pojawił się w epizodzie 717.
Top 50
50 najlepszych utworów roku wybranych w głosowaniu internautów. Utwór z największa ilością głosów dostaje tytuł Tune of the Year. Odcinek emitowany jest w okolicach świąt Bożego Narodzenia.
Yearmix
Wydawany w ostatniej audycji roku (ostatni czwartek), dwugodzinny set, w którym miksowanych jest około 80 utworów (ok. 90 sekund na utwór). Od 2004 roku wydawany również jako kompilacja.

## Wcześniejsze elementy stałe
Armin van Buuren Non-stop In The Mix
W pierwszych epizodach Armin van Buuren remixował kilkanaście utworów ze sobą. Ten element składał się na drugą godzinę audycji. W epizodach, w których występowali goście, druga godzina była przeznaczona właśnie dla nich, później została wprowadzona dodatkowa godzina dla Armina (zazwyczaj trzecia godzina).

## Specjalne epizody „A State of Trance”

### 001-100
- Epizod 013 (2001-09-14): z gościem (Vincent Van Tongeren)
- Epizod 020 (2001-11-01): Nagranie na żywo z Scanners, Dordrecht w Holandii z dnia 27 października 2001
- Epizod 023 (2001-11-22): Nagranie na żywo z Golden, Stoke-on-Trent w Wielkiej Brytanii z dnia 17 listopada 2001
- Epizod 024 (2001-11-29): Nagranie na żywo z Passion, Coalville w Wielkiej Brytanii z dnia 17 listopada 2001
- Epizod 028 (2001-12-27): Top 20 z roku 2001
- Epizod 039 (2002-03-14): Druga godzina audycji przeznaczona na nagranie na żywo z Glow, Washington DC w Stanach Zjednoczonych z dnia 2 marca 2002
- Epizod 043 (2002-04-11): Nagranie na żywo z Passion, Coalville w Stanach Zjednoczonych z dnia 30 marca 2002
- Epizod 052 (2002-06-13): Druga godzina audycji przeznaczona na nagranie na żywo z Glow, Washington DC w Stanach Zjednoczonych z dnia 8 czerwca 2002
- Epizod 053 (2002-06-27): z gościem (Airwave)
- Epizod 055 (2002-07-11): Nagranie na żywo z Godskitchen w Code, Birmingham w Wielkiej Brytanii z dnia 5 lipca 2002
- Epizod 058 (2002-08-08): z gościem (Ferry Corsten)
- Epizod 059 (2002-08-15): Druga godzina audycji przeznaczona na nagranie na żywo z Godskitchen w Eden, Ibiza w Hiszpanii z dnia 30 lipca 2002
- Epizod 061 (2002-08-29): Druga godzina audycji przeznaczona na nagranie na żywo z Godskitchen w Eden, Ibiza w Hiszpanii z dnia 20 sierpnia 2002
- Epizod 062 (2002-09-05): Nagranie na żywo z Godskitchen w Eden, Ibiza w Hiszpanii z dnia 27 sierpnia 2002
- Epizod 064 (2002-09-19): z gościem (Kid Vicious)
- Epizod 066 (2002-10-03): Druga godzina audycji przeznaczona na nagranie na żywo z Godskitchen w Eden, Ibiza w Hiszpanii z dnia 10 września 2002
- Epizod 067 (2002-10-10): Nagranie na żywo z Glow, Washington DC w Stanach Zjednoczonych z dnia 7 września 2002
- Epizod 068 (2002-10-17): Pierwsza godzina audycji to przypomnienie non-stop mixu gościa Ferry’ego Corstena z 058 epizodu, druga godzina audycji przeznaczona na nagranie na żywo z Godskitchen w Eden, Ibiza w Hiszpanii z dnia 27 sierpnia 2002 (powtórka pierwszej godziny z epizodu 062)
- Epizod 076 (2002-12-12): z gościem (Signum)
- Epizod 078 (2002-12-26): Top 20 z roku 2002
- Epizod 079 (2003-01-02): Nagranie na żywo z Club Eau, The Hague w Holandii z dnia 28 grudnia 2002
- Epizod 087 (2003-03-06): Nagranie na żywo z Glow, Washington DC w Stanach Zjednoczonych z dnia 22 lutego 2003
- Epizod 090 (2003-03-27): z gościem (M.I.K.E.)
- Epizod 095 (2003-05-01): z gościem (Misja Helsloot)
- Epizod 096 (2003-05-08): Nagranie na żywo z Passion, Coalville w Wielkiej Brytanii z dnia 4 maja 2003
- Epizod 100 (2003-06-05): Celebracja 100 epizodów. Pięciogodzinne specjalne nagranie na żywo z Bloomingdale, Bloemendaal aan Zee z Holandii.

1. Godzina pierwsza: The Newest Tunes Selected
2. Godzina druga: Gościnne mixy Jona O’Bira i Marco V
3. Godzina trzecia: Gościnny mix Harry’ego Lemona, pierwsza część Best of A State of Trance
4. Godzina czwarta: kontynuacja Best of A State of Trance
5. Godzina piąta: Armin van Buuren Non-stop in the mix

### 101-200
- Epizod 104 (2003-07-03): z gościem (Harry Lemon)
- Epizod 105 (2003-07-10):

1. Godzina pierwsza: The Newest Tunes Selected
2. Godzina druga: Nagranie na żywo z Club Glow w Waszyngtonie w Stanach Zjednoczonych z dnia 14 czerwca 2003

- Epizod 109 (2003-08-07): z gościem (DJ Remy)
- Epizod 113 (2003-09-04): z gościem (Lange)
- Epizod 115 (2003-09-18):

1. Godzina pierwsza: The Newest Tunes Selected
2. Godzina druga: Nagranie na żywo z Exposure Festival z dnia 5 września 2003

- Epizod 117 (2003-10-02): z gościem (Gabriel & Dresden)
- Epizod 118 (2003-10-09): cały (2-godzinny) set został przeznaczony na Non-Stop In the Mix
- Epizod 119 (2003-10-16): Nagranie na żywo z RA, Las Vegas Valley w Nevadzie w Stanach Zjednoczonych z dnia 8 października 2003
- Epizod 122 (2003-11-06): z gościem (Markus Schulz)
- Epizod 126 (2003-12-04): z gościem (Above & Beyond)
- Epizod 127 (2003-12-11): Nagranie na żywo z Asta w Hadze w Holandii z dnia 28 listopada 2003
- Epizod 129 (2003-12-25): Top 20 z roku 2003
- Epizod 130 (2004-01-08): 4-godzinny specjalny set
- Epizod 131 (2004-01-15): z gościem (Perry O’Neil)
- Epizod 132 (2004-01-22): z gościem (M.I.K.E.)
- Epizod 133 (2004-01-29): cały (2-godzinny) set został przeznaczony na Non-Stop In the Mix
- Epizod 134 (2004-02-05): z gościem (Ben Lost)
- Epizod 138 (2004-03-04): z gośćmi (Ton TB i Mark Norman). Specjalny set dla Blackhole.
- Epizod 141 (2004-03-25):

1. Godzina pierwsza: Nagranie na żywo z De Bijenkorf w Amsterdamie w Holandii – promocja A State Of Trance 2004
2. Godzina druga: Non-Stop In The Mix

- Epizod 142 (2004-04-01): z gośćmi (Airwave i Yves Deruyter). Specjalny set dla Bonzai.
- Epizod 143 (2004-04-08): Nagranie na żywo ze Spundae w stanie San Francisco w Californii w USA z dnia 2 kwietnia 2004
- Epizod 147 (2004-05-06): z gościem (Rank 1)
- Epizod 151 (2004-06-03): z gościem (Marco V)
- Epizod 155 (2004-07-01): z gościem (John '00' Fleming)
- Epizod 159 (2004-07-29): Nagranie na żywo z Bloomingdale w Bloemendaal aan Zee w Holandii, z gościem (Markus Schulz)
- Epizod 161 (2004-08-12): Nagranie na żywo z The Pavilion w Nikozji w Cyprze z dnia 4 sierpnia 2004
- Epizod 169 (2004-10-07):

1. Godzina pierwsza: Nagranie na żywo ze studia radia Party 93.1 w stanie Miami we Florydzie w Stanach Zjednoczonych
2. Godzina druga: Nagranie na żywo z ICE, Las Vegas Valley w stanie Las Vegas w Nevadzie w Stanach Zjednoczonych z dnia 2 października 2004

- Epizod 171 (2004-10-21): z gościem (DJ Precision)
- Epizod 173 (2004-11-04): z gościem (Matthew Dekay), dodatkowo nagranie na żywo z Club Panama w Amsterdamie w Holandii.
- Epizod 175 (2004-11-18): Nagranie na żywo z Colors w Helsinkach w Finlandii z dnia 5 listopada 2004
- Epizod 181 (2004-12-30): Top 20 z roku 2004
- Epizod 182 (2005-01-06): Yearmix 2004 – ostatni epizod nadawany w radiu ID&T. Radio zmieniło swoją politykę muzyki i bez przyczyny anulowało audycję.
- Epizod 183 (2005-02-10): Po miesiącu przerwy A State Of Trance powróciło. 2 kolejne epizody zostały zagrane w radiu ETN.fm. Żeby przekonać też słuchaczy poza jego państwem, Armin mówi od tego czasu po angielsku.
- Epizod 185 (2005-02-24): Przeniesienie audycji z radia ETN.fm do DI.fm. Audycja mogła teraz być synchronizowana w innych krajach.
- Epizod 200 (2005-06-02): Celebracja 200 epizodów. Czterogodzinny, specjalny mix na 200 wydanie A State Of Trance.

1. Godzina pierwsza i godzina druga: Megamix najbardziej pożądanych utworów słuchaczy
2. Godzina trzecia: Szczególnie gościnny mix Gabriela & Dresdena
3. Godzina czwarta: Nagranie na żywo z Museumplein w Amsterdamie w Holandii. Mix wykonany przez Armina Van Buurena.

### 201-300
- Epizod 204 (2005-07-07): Gościnny mix Bena Liebranda
- Epizod 208 (2005-08-04): Nagranie na żywo z klubu Amnesia na Ibizie (Hiszpania) z dnia 19 lipca 2005
- Epizod 228 (2005-12-22): Top 20 z roku 2005
- Epizod 229 (2005-12-29): Yearmix 2005
- Epizod 241 (2006-03-23): Nagranie na żywo z Winter Music Conference w Miami na Florydzie (USA)
- Epizod 250 (2006-05-25): Epizod trwający 8,5 godziny, nagranie na żywo z Asta w Hadze (Holandia)
  - Godzina pierwsza: A State of Trance Classics Ableton Mix
  - Godzina druga: Jonas Steur
  - Godzina trzecia: M.I.K.E.
  - Godzina czwarta: John Askew
  - Godziny piąta i szósta: Armin van Buuren
  - Godzina siódma: Rank 1
  - Godzina ósma: Menno de Jong (90-minutowy mix)
- Epizod 252 (2006-06-08):
  - Godzina pierwsza: The Newest Tunes Selected
  - Godzina druga: A State of Trance Classics Ableton Mix (Powtórka z episodu 250)
- Epizod 259 (2006-07-27): Nagranie na żywo z klubu Amnesia na Ibizie (Hiszpania) z dnia 18 lipca 2006
- Epizod 279 (2006-12-14): Nagranie na żywo z Meksyku
- Epizod 280 (2006-12-21): Top 20 roku 2006
- Epizod 281 (2006-12-28): Yearmix 2006
- Epizod 282 (2007-01-04): Powtórka epizodu 274 (Best ASOT Of 2006)
- Epizod 300:
  - Część pierwsza (2007-05-10): Classics Mix i krótkie gościnne mixy w wykonaniu artystów: Menno de Jong, Marcel Woods, Sean Tyas i Aly & Fila
  - Część druga (2007-05-17): Audycja 7-godzinna na żywo z Pettelaarse Schans w Den Bosch (Holandia):
    - Godzina pierwsza: Aly & Fila
    - Godzina druga: Sean Tyas
    - Godzina trzecia: Menno de Jong
    - Godzina czwarta: Marcel Woods
    - Godzina piąta: Markus Schulz
    - Godziny szósta i siódma: Armin van Buuren

## Celebracje „A State of Trance”
- A State Of Trance 400 (2009), (Wuppertal, Birmingham, Rotterdam i Birmingham)
- A State Of Trance 450 (2010), (Toronto, Nowy Jork, Nowy Jork, Bratysława i Wrocław) [Anthem – Sebastian Brandt – 450]
- A State Of Trance 500 (2011), (Johannesburg, Miami, Buenos Aires, Den Bosch i Sydney) [Anthem – Armin van Buuren pres. Gaia – Status Excessu D]
- A State Of Trance 550 – „Invasion” (2012), (Londyn, Moskwa, Kijów, Los Angeles, Miami i Den Bosch) [Anthem – W&W – Invasion]
- A State Of Trance 600 – „The Expedition” (2013), (Madryt, Meksyk, São Paulo, Mińsk, Sofia, Bejrut, Kuala Lumpur, Mumbaj, Miami, Gwatemala, Nowy Jork i Den Bosch) [Anthem – Armin van Buuren & Markus Schulz – The Expedition]
- A State Of Trance 650 – „New Horizons” (2014), (Almaty, Jekaterynburg, Utrecht, Santiago, Buenos Aires, Kuala Lumpur, Dżakarta i Miami) [Anthem – Jorn van Deynhoven – New Horizons]
- A State Of Trance 700 – „Together In” (2015), (Sydney, Melbourne, Sydney, Utrecht, Miami, Buenos Aires, Mumbaj) [Anthem – Armin van Buuren – Together (In A State Of Trance)]
- A State Of Trance 750 – „I’m In” (2016), (Toronto, Utrecht) [Anthem – Ben Gold – I’m In A State Of Trance]
- A State Of Trance 800 – „I Live For That Energy” (2017), (Utrecht, Miami ...) [Anthem – Armin van Buuren – I Live For That Energy]
- A State Of Trance 850 – „Be In The Moment” (2018), (Utrecht, Miami, Sydney, Gliwice) [Anthem – Armin van Buuren – Be In The Moment]
- A State Of Trance 900 – „Lifting You Higher” (2019), (Utrecht, Madryt, Miami, Boom, Bay Area, Kijów) [Anthem – Armin van Buuren – Lifting You Higher]
- A State Of Trance 950 – "Let The Music Guide You" (2020) (Amsterdam, Utrecht) [Anthem – Armin van Buuren – Let The Music Guide You]
- A State Of Trance 1000 – "Turn The World Into A Dancefloor" (2021) [Anthem – Armin van Buuren – Turn The World Into A Dancefloor][18][19]

Od festiwalu ASOT450 każdy ma wybierany tzw. Anthem (ang. hymn).

## Stacje radiowe nadająceA State of Trance
Audycja jest nadawana w ponad 84 krajach i 100 stacjach radiowych.
Tabela prezentuje wybrane państwa. Stan na 7 stycznia 2020
| Państwo                      | Nazwa stacji                                  |
| ---------------------------- | --------------------------------------------- |
| Albania                      | Energy, City Radio                            |
| Anguilla                     | X104,3FM                                      |
| Argentyna                    | Sonic FM, Metro 95.1FM                        |
| Australia                    | Kiss FM, Metro, Energy FM, iHeart, VibeNation |
| Bahamy                       | More 94FM                                     |
| Białoruś                     | Novoe Radio                                   |
| Belgia                       | Top Radio, 7FM, Trendy FM                     |
| Bośnia i Hercegowina         | BiG Radio, Vesta Radio                        |
| Brazylia                     | Energia 97 FM, Dance Paradise, Jovem Rio      |
| Bułgaria                     | Alpha Radio                                   |
| Chiny                        | Hit FM                                        |
| Cypr                         | Mix FM, Capital FM                            |
| Czechy                       | Dance Radio                                   |
| Dominikana                   | LAX102FM                                      |
| Egipt                        | Nile FM                                       |
| Estonia                      | DFM                                           |
| Francja                      | Radio FG                                      |
| Gambia                       | Paradise FM                                   |
| Grecja                       | Radio 1, Traffic FM, Traffic FM               |
| Gwatemala                    | Radio Saturn                                  |
| Hiszpania                    | Europa FM                                     |
| Holandia                     | Q Music                                       |
| Indie                        | Chennai Live 104.8FM, Radio Indigo            |
| Indonezja (Yogyakarta)       | Geronimo FM                                   |
| Izrael                       | Kol Hashfela, Kol Ramat Hasharon              |
| Jordania                     | Beat FM                                       |
| Kanada                       | Z103.5                                        |
| Liban                        | Mix FM                                        |
| Litwa                        | Zip FM                                        |
| Luksemburg                   | LRB, 7FM                                      |
| Łotwa                        | Top Radio                                     |
| Macedonia                    | Antenna 5                                     |
| Meksyk                       | Beat 100.9, Kick FM                           |
| Mołdawia                     | Discovery FM                                  |
| Monako                       | Radio FG                                      |
| Niemcy                       | Sunshine Live                                 |
| Nikaragua                    | La Marka                                      |
| Nowa Zelandia                | Pulzar FM                                     |
| Oman                         | HI FM                                         |
| Panama                       | Ultra Stereo FM                               |
| Polska                       | Muzyczne Radio, Meloradio                     |
| Portugalia                   | Hiper FM, Hit Radio                           |
| Rosja                        | Radio Record, Krasnoyarsk FM, Pilot FM        |
| Rumunia                      | Dance FM, C FM, Virgin Radio                  |
| Salwador                     | Radio ABC 1001FM                              |
| Singapur                     | 91.3 FM                                       |
| Słowenia                     | Radio Salomon                                 |
| Sri Lanka                    | Yes FM, Fox 94,1                              |
| Stany Zjednoczone            | MY95.9, Sirius / XM                           |
| Szwajcaria                   | Magic Radio, Traxx FM                         |
| Szwecja                      | Fun Radio 95.3, NRJ                           |
| Tajlandia                    | Phuket FM                                     |
| Trynidad i Tobago            | HOTT 93 FM                                    |
| Tunezja                      | Mosaique FM                                   |
| Turcja                       | FG 93.7, Radio S                              |
| Ukraina                      | Kiss FM                                       |
| Węgry                        | Music FM, Rabakoz Radio                       |
| Włochy                       | M20                                           |
| Wielka Brytania              | Blast 106                                     |
| Wyspy Kanaryjskie            | UK Away FM                                    |
| Zjednoczone Emiraty Arabskie | Radio One                                     |